# Doloessa
Doloessa é um gênero de mariposa pertencente à família Crambidae.